# Bollklubben Kenty
O Bollklubben Kenty, ou simplesmente BK Kenty, é um clube de futebol da Suécia fundado em 10 de abril de 1932. Sua sede fica localizada em Linköping.
Em 2009 disputou a Division 2 Mellersta Götaland, uma das seis ligas da quarta divisão do futebol sueco, terminando na nona colocação dentre 12 clubes participantes.